# Pulau Tagor Baru
Pulau Tagor Baru is een bestuurslaag in het regentschap Deli Serdang van de provincie Noord-Sumatra, Indonesië. Pulau Tagor Baru telt 850 inwoners (volkstelling 2010).